# 贾朗达尔兵站
贾朗达尔兵站（Jalandhar Cantonment），是印度旁遮普邦贾朗达尔县的一个城镇。总人口40521（2001年）。

## 人口
该地2001年总人口40521人，其中男性23921人，女性16600人；0—6岁人口4198人，其中男2325人，女1873人；识字率80.58%，其中男性为84.69%，女性为74.66%。